# Kristy Hill
Kristy Hiria Hill (Auckland, 1 de julho de 1979) é uma futebolista profissional neozelandesa que atua como defensora.

## Carreira
Kristy Hill  fez parte do elenco da Seleção Neozelandesa de Futebol Feminino, nas Olimpíadas de 2008 e 2012. 